# Cratere Njord
Njord è un cratere sulla superficie di Callisto.